# Freddy Maertens
Freddy Maertens (født 13. februar 1952 i Nieuwpoort) er en professionel belgisk tidligere landevejscykelrytter og har vundet VM i landevejscykling to gange. I Italien i 1976 vandt han foran Francesco Moser og Tino Conti. I Prag I 1981 vandt han foran Giuseppe Saronni og Bernard Hinault. Han har også en sølvmedalje fra VM i 1973. I 1977 vandt han Vuelta a España sammenlagt efter at have vundet 13 etapesejre.
Han vandt pointtrøjen i Tour de France i årene 1976, 1978 og i 1981.
Han var i sine år på toppen sin tids absolut bedste sprinter. Han var en sprinter med mange facetter, vandt bl.a Spanien Rundt. Han kørte i sine guldår hos "de røde djævle" Flandria, som var midt 70ernes klassikerhold.
Freddy Maertens karriere var delt op i 2, første periode midt 70 erne og så i han "comeback" år 1981, hvor han bl.a. vandt 6 etape sejre i Tour de France og så blev han verdensmester. Derefter forsvandt han fra forsiderne som stjerne, men fortsatte i 1982/83 med at komme frem i spalterne mht. doping anklager.